# Antonio Fontana
Antonio Fontana (* 6. November 1784 in Sagno; † 7. Dezember 1865 in Besazio) war ein Schweizer römisch-katholischer Abt und Pädagoge.

## Leben
Antonio Fontana war ein Sohn des Carlo Fontana und dessen Ehefrau Marta, geb. Fontana.
Er besuchte das Liceo Gallio in Como. Nach dessen Beendigung erhielt er die Priesterweihe und den Titel eines Abtes. Er unterrichtete in Como lateinische und griechische Literatur.
1804 wurde er zum Provinzinspektor der Volksschulen ernannte, bevor er von 1827 bis 1832 Direktor des Gymnasiums in Brescia wurde; anschließend war er von 1832 bis 1848 Generaldirektor der lombardischen Gymnasien in Mailand. Nach dem Aufstand von 1848 erfolgte zunächst seine Entlassung, im darauffolgenden Jahr wurde er jedoch wieder eingesetzt, zog sich dann aber ein weiteres Jahr später in das Privatleben nach Besazio zurück, dort lebte er dann bis zu seinem Tod.
Seine umfangreiche Bibliothek befindet sich heute im Pfarrhaus neben der Kirche in Sagno.

### Schriftstellerisches Wirken
Antonio Fontana schrieb Gelegenheitsgedichte und religiöse Texte. Einen Namen machte er sich jedoch vor allem mit verschiedenen, mehrfach aufgelegten Schulbüchern, die in der Lombardei und im Tessin weite Verbreitung fanden, so die Grammatica pedagogica elementare della lingua italiana und Il Trattenimento di lettura pei fanciulli di campagna.

## Schriften (Auswahl)
- Saggio filosofico-morale. Casalmaggiore (CR): Bizzarri, 1806.
- Per i faustissimi imenei del signor Luigi della Porta e della signora Savina Sperati. Como: Per Carl’Ant. Ostinelli, 1809.
- Per la sacra funzione dell’Entiero, fatta nell’insigne borgo di Canzo, il venedi Santo dell’anno 1812: oda. Como: Tipograf. Carlantonio Ostinelli, 1812.
- Avvertimenti di Antonio Fontana intorno alle Memorie sugli studj del cavaliere Tramassia. Milano: Pirotta, G., 1814.
- Per le nozze avventurate del signor Luigi Catenazzi professore di storia nell'imperiale regio liceo di Como colla signora Marietta Gilardi. Epigramma. Como: dalla stamperia provinciale di Carlantonio Ostinelli, 1818.
- Grammatica pedagogica elementare della lingua italiana. 1828.
- Il Trattenimento di lettura pei fanciulli di campagna. 1832.
- Manuale per l’educazione umana. Milano: Fontana, Antonio, 1834.
- Grammatichetta italiana estratta dalla grammatica pedagogica adottata dalla Commisione di pubblica istruzione per testo delle scuole del Cantone Ticino. Lugano: Ruggia, 1836.
- Guida infallibile per chi cerca la felicità soggiungosi a lume della gioventù alquante note dell’abate Antonio Fontana. Milano 1842.
- Grammatichetta italiana in cui si epiloga pei fanciulli quanto è detto nella Grammatica pedagogica. Lugano: Presso Franc. Veladini e Comp, 1859.